# BMW X3 (F25)

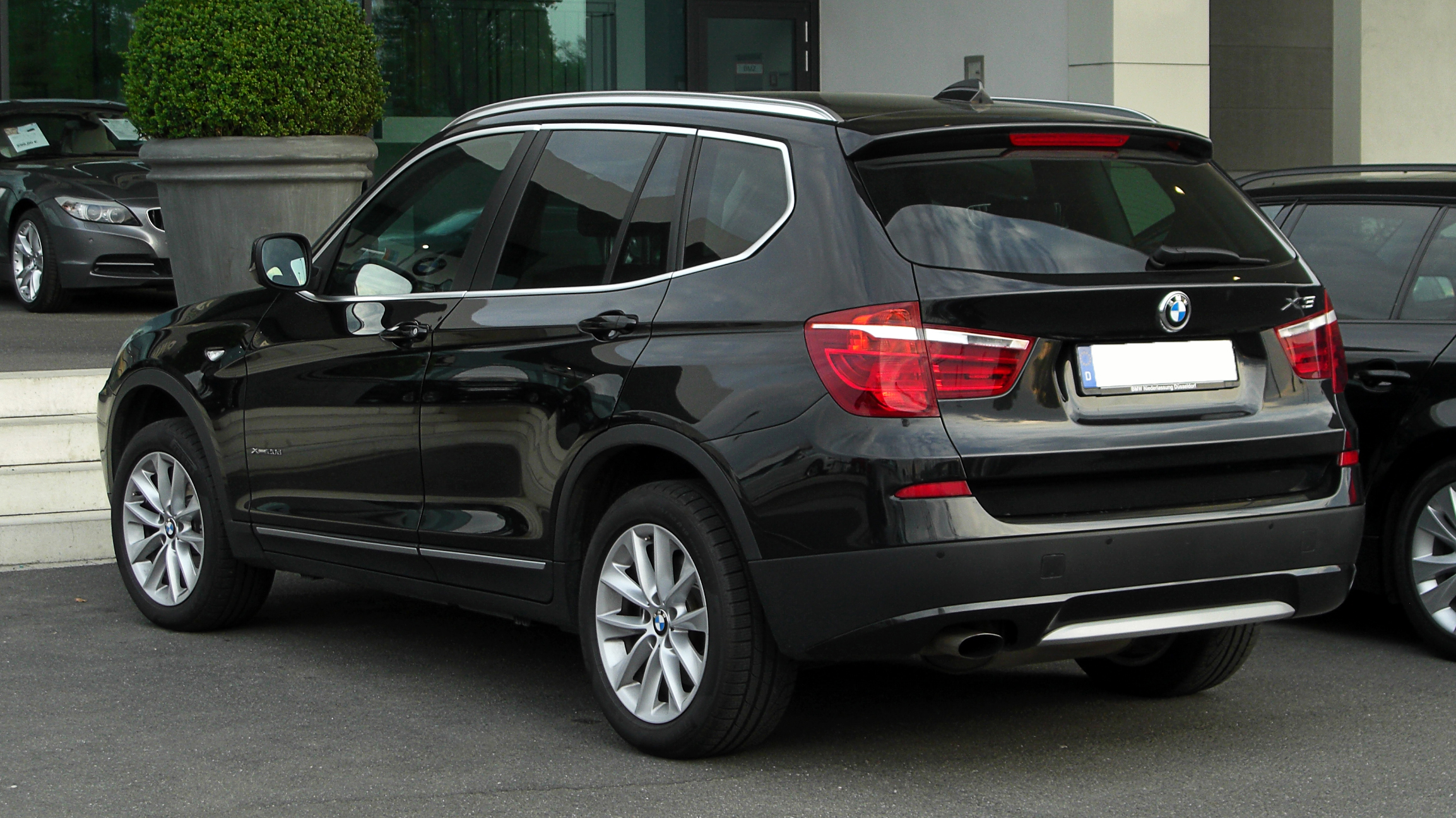
BMW X3 xDrive20d, вид ззаду

BMW X3 (внутрішня назва: F25) — компактний позашляховик від німецького автовиробника BMW і наступник першого X3 (E83).

## Історія моделі
Прем'єра виставки відбулася на Mondial de l'Automobile 2010 у Парижі. 2010-11-201 листопада 2010 року BMW випустила модель у Німеччині. F25 вироблявся на американському заводі BMW US Manufacturing Company  в Грір (Південна Кароліна). Восени 2017 року на зміну позашляховику прийшов BMW X3 (G01).

### Фейсліфтінг
З 2014-06 на ринок була представлена оновлена версія F25, яка була офіційно вперше публічно показана на Женевському автосалоні 2014.

## Технології

### Двигуни
Усі моделі, крім sDrive, який буде доступний з 2012-11 18d, і sDrive доступні з 2014-03 по 2016-02 20i на заводі оснащено повним приводом xDrive.
Каталітичний нейтралізатор SCR для зменшення викидів NOx встановлюється в якості стандартної комплектації в дизельні двигуни, що поставляються в США з кінця 2008 року.

### Спосіб передавання
Деякі версії моделей мають шестиступінчасту механічну коробку передач, є опціональна восьмиступінчаста автоматична коробка передач, яка встановлюється в стандартній комплектації на кращих версіях. Завдяки широкому розповсюдженню передач знижено рівень обертів двигуна та рівень шуму на високих швидкостях. Незважаючи на збільшення з шести до восьми ступенів АКПП ZF-8HP, без додаткових компонентів можна було обійтися. Вага і габарити збільшилися незначно в порівнянні з АКПП ZF-6HP. Восьмиступінчаста автоматична коробка передач може пропускати передачі, тож вона може перемикатися з восьмої на другу передачу, коли цього вимагає ситуація на дорозі, і має лише розімкнути одне зчеплення. Коробку передач виробляє ZF Friedrichshafen.
Стайлінг перед фейсліфтінгом

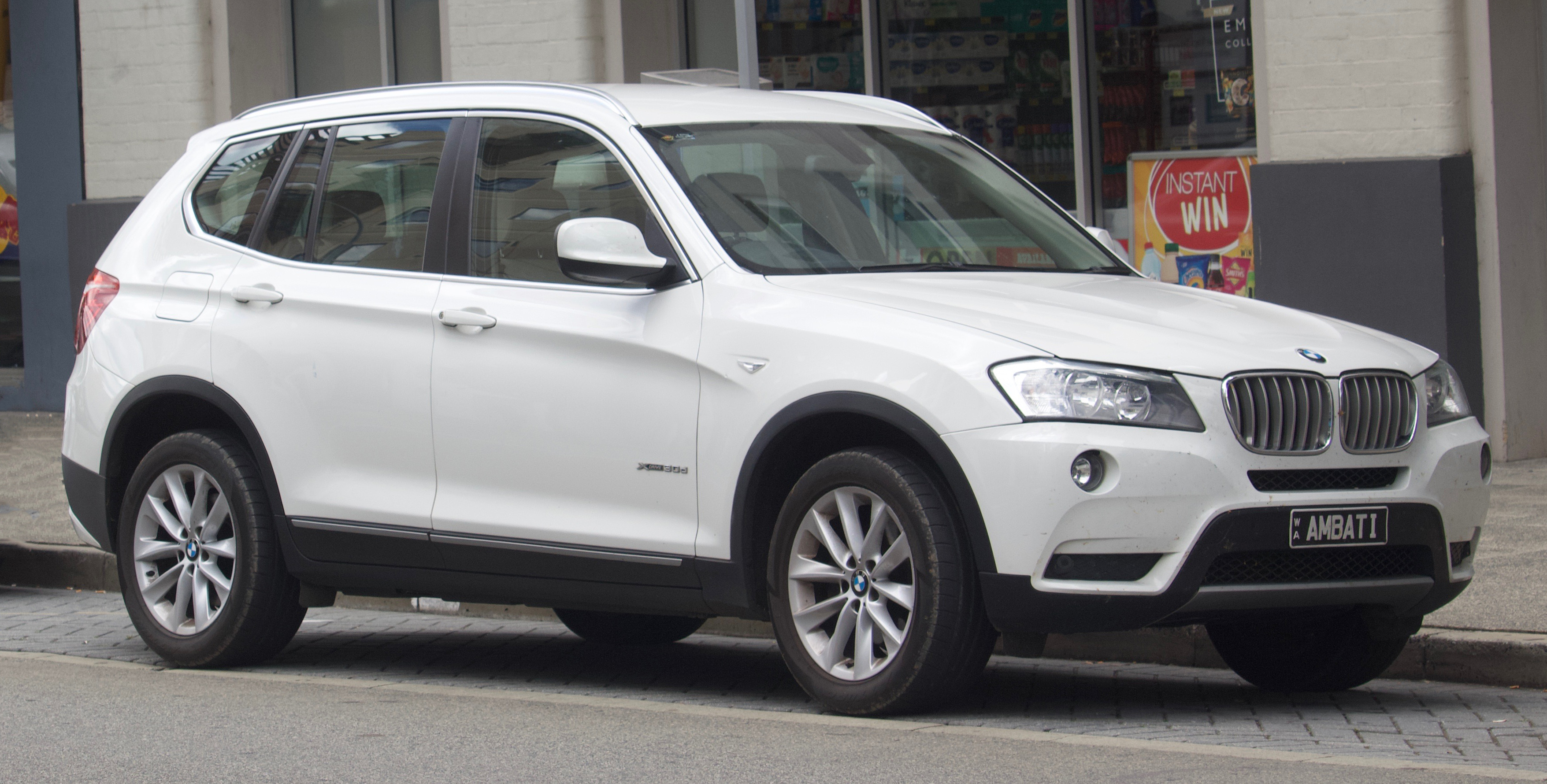
Вид спереду (xDrive30d)
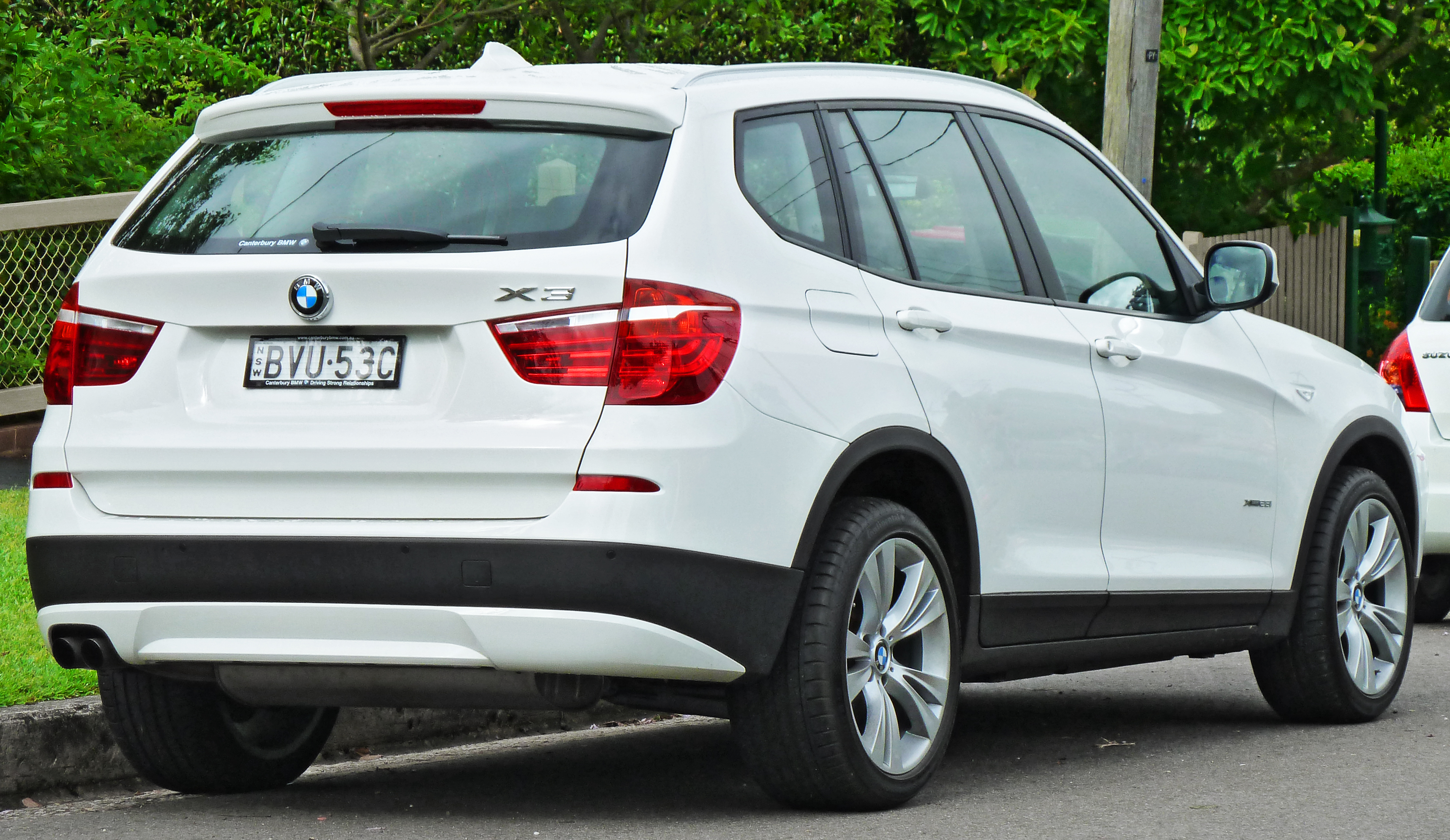
Вид ззаду (xDrive30d)
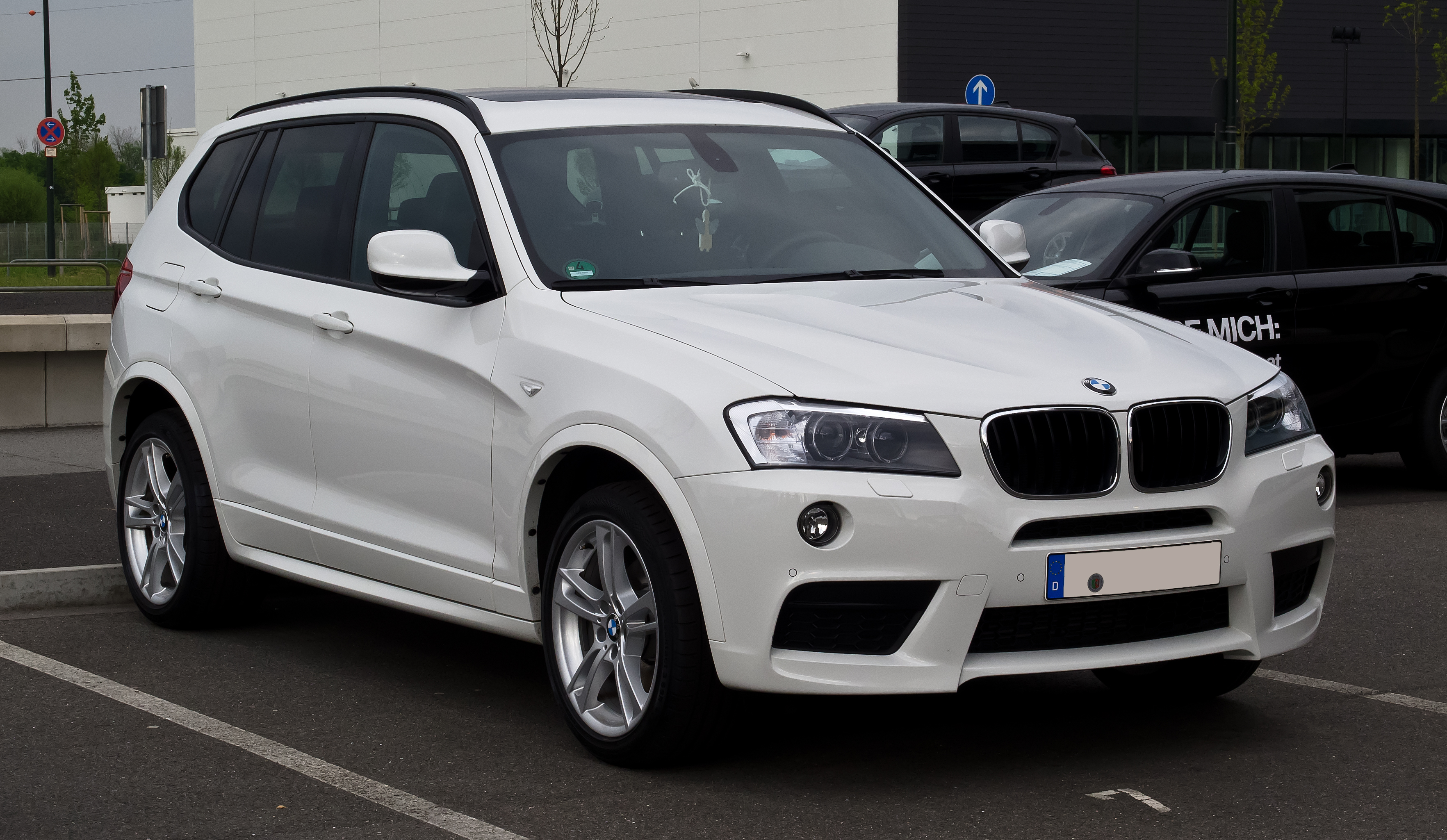
Вид спереду (M Sport)
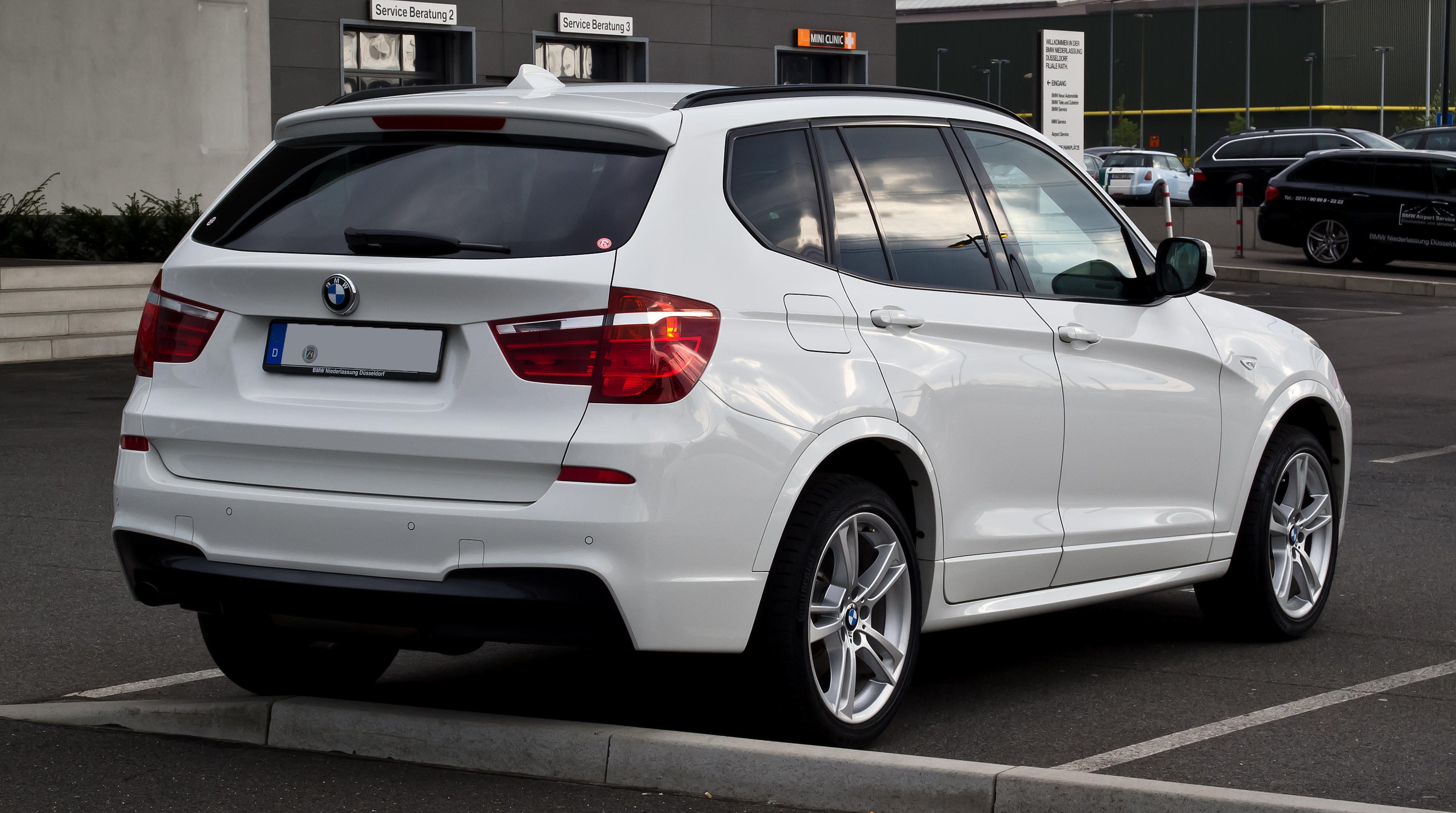
Вид ззаду (M Sport)

Стайлінг після фейсліфтінгу

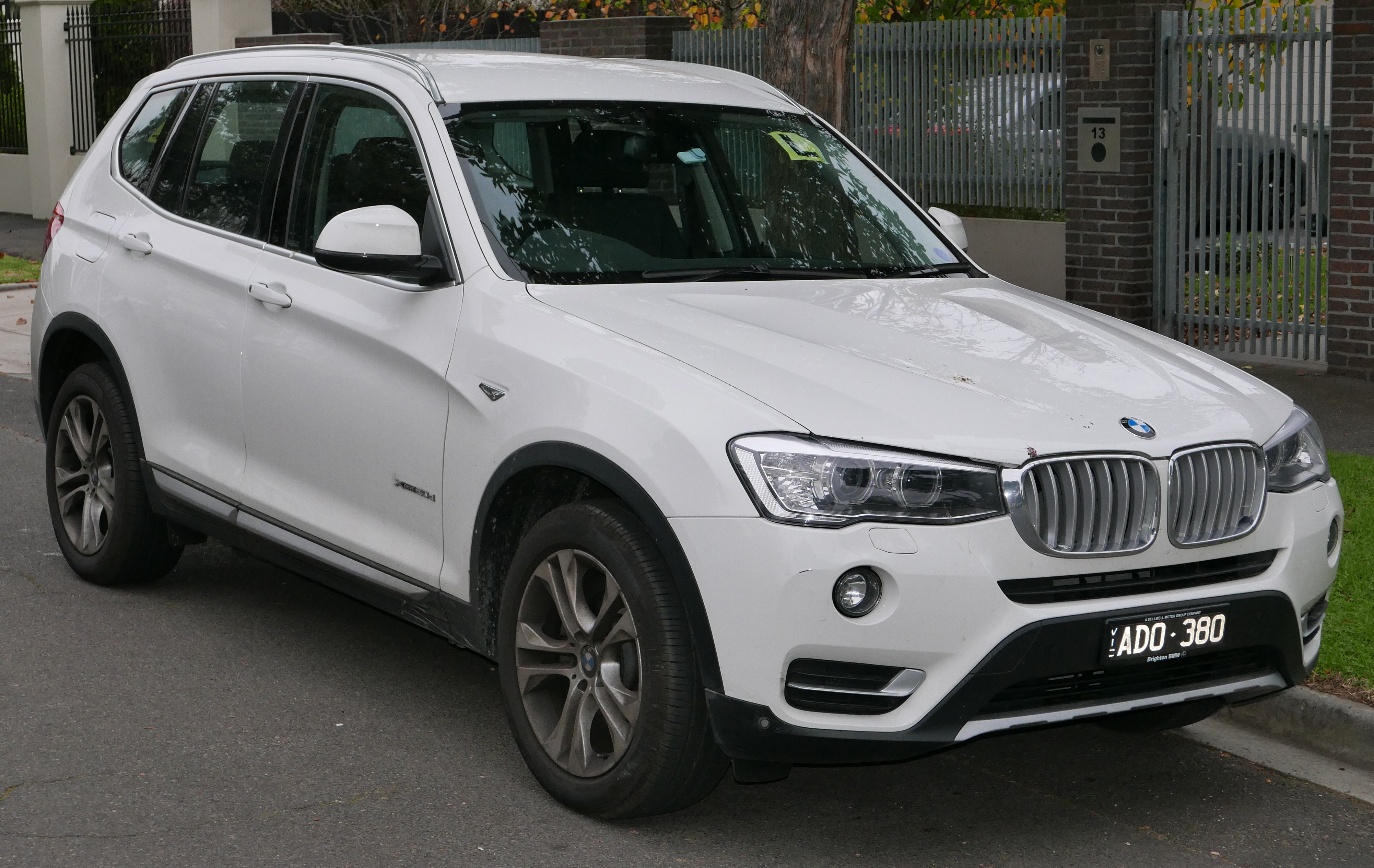
Вид спереду (xDrive20d)
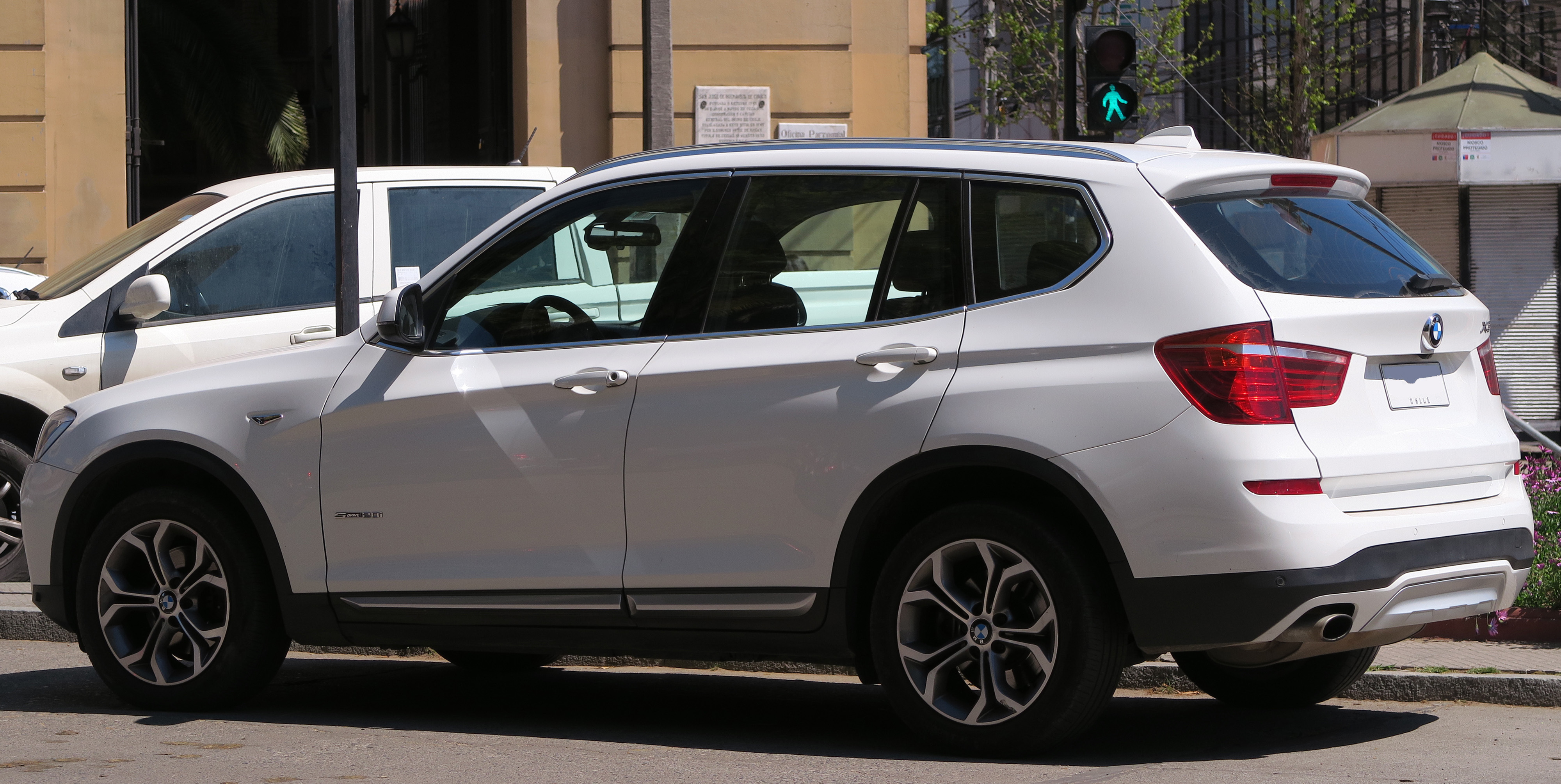
Вид ззаду
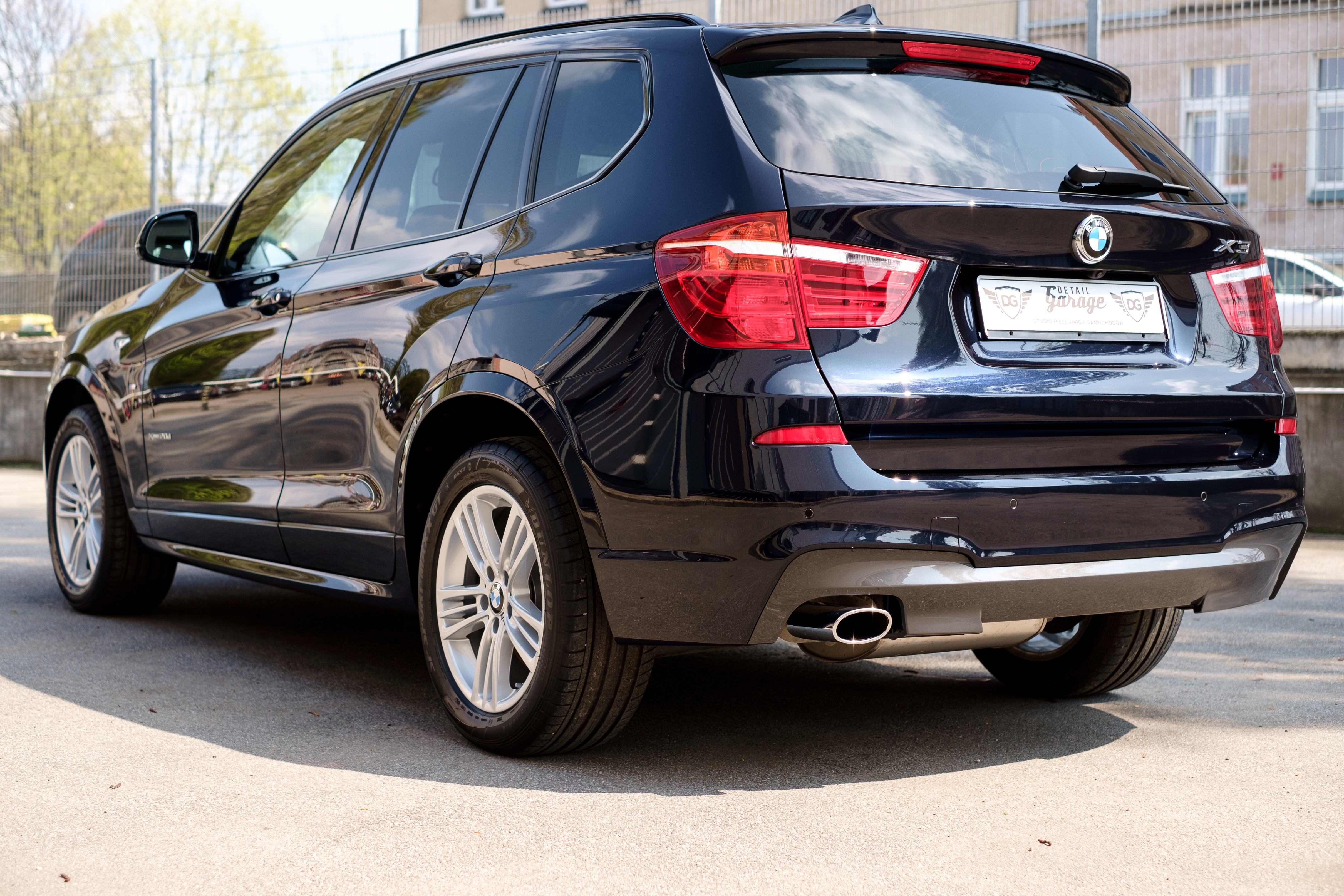
Вид ззаду (M Sport)
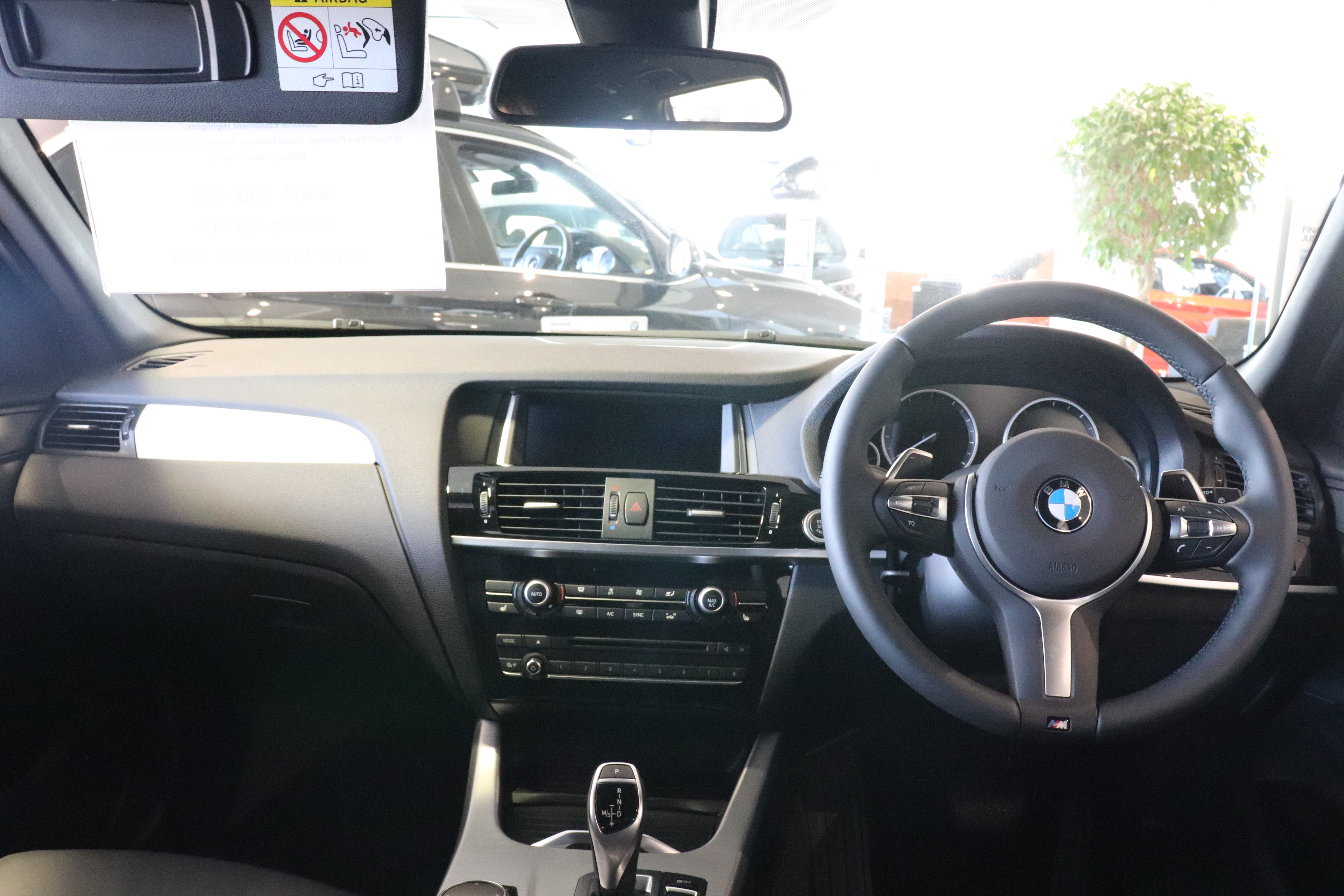

### Шасі, рульове управління
Шасі нової розробки. Електромеханічний підсилювач керма входить у стандартну комплектацію, але спортивне рульове управління зі змінним підсилювачем також є опцією. Передня вісь складається зі стійок Макферсона та нижніх важелів, розділених на стійки натягу та натиску, які діють на два шарніри поруч один з одним на опорах коліс (вісь з подвійними шарнірами натяжної стійки). Ззаду встановлена п'ятиважільна підвіска.

### Динамічний контроль амортизаторів і контроль динаміки руху
Електронно керовані амортизатори адаптуються як до поверхні дороги, так і до стилю водіння. Водій може вплинути на схему керування заслінками за допомогою «Контролю динаміки руху». Функція, яка вперше доступна на X-BMW, дає можливість вибирати між режимами «Normal», «Sport» і «Sport+» одним натисканням кнопки. Він впливає на поведінку амортизації, рух педалі акселератора, реакцію двигуна, характеристики гідропідсилювача керма та ESP, а також динаміку перемикання передач автоматичної коробки передач.

### Безпека
Загальна оцінка автомобіля в краш-тесті Euro NCAP, проведеному в 2011 році, становить п'ять зірок.  Під час краш-тесту, проведеного IIHS для 2012 модельного року, він отримав оцінку «Добре» в тесті «Помірне перекриття передньої частини» та отримав загальну нагороду «Найкращий вибір безпеки 2012». 

## Спеціальне обладнання
- Проекційний дисплей
- Інтернет
- Камера заднього виду (опція) з видом зверху
- Пакет M Sport
- Попередження про виїзд зі смуги руху
- Speed Limit Info, система розпізнавання дорожніх знаків. Для цього камера перевіряє дорожні знаки з обмеженнями швидкості. Вони відображаються на спідометрі та проекційному дисплеї.

## Порушення нормативу викидів
Під час дорожніх випробувань, проведених Міжнародною радою з чистого транспорту (ICCT), BMW X3 xDrive 20d не відповідав європейському стандарту викидів Euro 6. Допустиме значення було «перевищено більш ніж в 11 разів». За результатами цього тесту X3 показує, що показники гірші, ніж VW Passat, проти якого заперечує Агентство з охорони навколишнього середовища США. «Усі дані вимірювань вказують на те, що це не проблема VW». Речник BMW сказав Reuters, що йому нічого додати до заяви. Представник BMW відповів на запит Auto Bild щодо того, чи використовує BMW інші калібрування двигуна для вимірювань на випробувальному стенді, ніж на дорозі: «BMW не має функції для визначення циклів вихлопних газів. Усі вихлопні системи також залишаються активними поза циклом вихлопу. Звинувачення в маніпуляціях з боку BMW було відхилено Autobild у поясненні. ICCT також не надає жодної інформації щодо загальних умов дорожнього випробування, яка б дозволила відтворити або пояснити результати.

## Технічні характеристики

### Бензинові двигуни
|                                                                | sDrive20i                     | xDrive20i                     | xDrive28i                     | xDrive28i                        | xDrive35i                     |
| -------------------------------------------------------------- | ----------------------------- | ----------------------------- | ----------------------------- | -------------------------------- | ----------------------------- |
| Роки будівництва                                               | 03.2014 - 02.2016             | 09/2011-2017                  | 03/2012-2017                  | 10/2010 - 02/2012                | 11/2010-2017                  |
| Тип двигуна                                                    | бензиновий двигун             | бензиновий двигун             | бензиновий двигун             | бензиновий двигун                | бензиновий двигун             |
| Компоновка двигуна                                             | R4                            | R4                            | R4                            | R6                               | R6                            |
| Суміш  обробки                                                 | Пряме впорскування            | Пряме впорскування            | Пряме впорскування            | Уприскування впускного колектора | пряме впорскування            |
| Нагнітач                                                       | Турбонаддув                   | Турбонаддув                   | Турбонаддув                   | –                                | Подвійний турбонаддув         |
| Змінна фаза газорозподілу                                      | Valvetronic                   | Valvetronic                   | Valvetronic                   | Valvetronic                      | Valvetronic                   |
| Регулювання розподільного вала                                 | k. А                          | k. А                          | k. А                          | Подвійний VANOS                  | k. А                          |
| Назва двигуна                                                  | N20B20                        | N20B20                        | N20B20                        | N52B30                           | N55B30                        |
| Об'єм                                                          | 1997 cc                       | 1997 cc                       | 1997 cc                       | 2996 cc                          | 2979 cc                       |
| Макс. потужність при 1/хв                                      | 135 кВт (184 к.с.)/ 5000-6250 | 135 кВт (184 к.с.)/ 5000-6250 | 180 кВт (245 к.с.)/ 5000-6500 | 190 кВт (258 к.с.)/ 6600         | 225 кВт (306 к.с.)/ 5800-6400 |
| Макс. крутний момент при 1/хв                                  | 270 Нм/ 1250-4500             | 270 Нм/ 1250-4500             | 350 Нм/ 1250-4800             | 310 Нм/ 2600-3000                | 400 Нм/ 1200-5000             |
| Коробка передач стандартна                                     | 8-ступінчаста автоматична     | 6-ступінчаста механічна       | 8-ступінчаста автоматична     | 8-ступінчаста автоматична        | 8-ступінчаста автоматична     |
| Трансмісія, опціонально                                        | —                             | 8-ступінчастий автомат        | —                             | —                                | —                             |
| Привід                                                         | sDrive                        | xDrive                        | xDrive                        | xDrive                           | xDrive                        |
| Прискорення, 0-100 км/год за с                                 | 8.2                           | 8,3 (8,4)                     | 6.7                           | 6.9                              | 5.6                           |
| Максимальна швидкість, км/год                                  | 210                           | 210 (210)                     | 230                           | 230                              | 245                           |
| Витрата палива відповідно до директиви ЄЕС , змішаний л/100 км | 7.0                           | 7,9 (7,5)                     | 7.5                           | 9.0                              | 8.8                           |
| Викиди CO 2 з серійним обладнанням, змішане в г/км             | 163                           | 183 (171)                     | 175                           | 210                              | 204                           |
| Стандарт викидів Класифікація ЄС                               | 6 євро                        | 5 євро                        | 5 євро                        | 5 євро                           | 5 євро                        |

- Значення в дужках ( ) позначають автоматичні трансмісії.

### Дизельні двигуни
|                                                                | sDrive18d                                 | sDrive18d                                 | xDrive20d (1)                             | xDrive20d (1)                             | xDrive30d                                 | xDrive35d                                           |
| -------------------------------------------------------------- | ----------------------------------------- | ----------------------------------------- | ----------------------------------------- | ----------------------------------------- | ----------------------------------------- | --------------------------------------------------- |
| Роки будівництва                                               | 11.2012–04.2014                           | 04/2014–2017                              | 11.2010–04.2014                           | з 04.2014р                                | 03/2011–2017                              | 09/2011–2017                                        |
| Тип двигуна                                                    | Дизельний двигун                          | Дизельний двигун                          | Дизельний двигун                          | Дизельний двигун                          | Дизельний двигун                          | Дизельний двигун                                    |
| Компоновка двигуна                                             | R4                                        | R4                                        | R4                                        | R4                                        | R6                                        | R6                                                  |
| Суміш  обробки                                                 | Пряме вприскування Common Rail            | Пряме вприскування Common Rail            | Пряме вприскування Common Rail            | Пряме вприскування Common Rail            | Пряме вприскування Common Rail            | Пряме вприскування Common Rail                      |
| Нагнітач                                                       | Турбонаддув зі змінною геометрією турбіни | Турбонаддув зі змінною геометрією турбіни | Турбонаддув зі змінною геометрією турбіни | Турбонаддув зі змінною геометрією турбіни | Турбонаддув зі змінною геометрією турбіни | Подвійний турбонаддув зі змінною геометрією турбіни |
| Назва двигуна                                                  | N47D20                                    | B47D20                                    | N47D20                                    | B47D20                                    | N57D30                                    | N57D30                                              |
| Об'єм                                                          | 1995 cc                                   | 1995 cc                                   | 1995 cc                                   | 1995 cc                                   | 2993 cc                                   | 2993 cc                                             |
| Макс. потужність при 1/хв                                      | 105 кВт (143 к.с.)/ 4000                  | 110 кВт (150 к.с.)/ 4000                  | 135 кВт (184 к.с.)/ 4000                  | 140 кВт (190 к.с.)/ 4000                  | 190 кВт (258 к.с.)/ 4000                  | 230 кВт (313 к.с.)/ 4400                            |
| Макс. крутний момент при 1/хв                                  | 360 Нм/ 1750-2500                         | 360 Нм/ 1500-2250                         | 380 Нм/ 1750-2750 роки                    | 400 Нм/ 1750-2500                         | 560 Нм/ 1500-3000 (2)                     | 630 Нм/ 1500-2500                                   |
| Коробка передач стандартна                                     | 6-ступінчаста механічна                   | 6-ступінчаста механічна                   | 6-ступінчаста механічна                   | 6-ступінчаста механічна                   | 8-ступінчаста автоматична                 | 8-ступінчаста автоматична                           |
| Трансмісія, опціонально                                        | 8-ступінчаста автоматична                 | 8-ступінчаста автоматична                 | 8-ступінчаста автоматична                 | 8-ступінчаста автоматична                 | —                                         | —                                                   |
| Привід                                                         | sDrive                                    | sDrive                                    | xDrive                                    | xDrive                                    | xDrive                                    | xDrive                                              |
| Прискорення, 0-100 км/год за с                                 | 9,9 (10,3)                                | 9,5 (9,8)                                 | 8,5 (8,5)                                 | 8,1 (8,1)                                 | 5.9                                       | 5.3                                                 |
| Макситальна швидкість, км/год                                  | 195 (190)                                 | 195 (195)                                 | 210 (210)                                 | 210 (210)                                 | 232                                       | 245                                                 |
| Витрата палива відповідно до директиви ЄЕС , змішаний л/100 км | 5,1 (5,4)                                 | 5,1 (5,2)                                 | 5,6 (5,6)                                 | 5,6 (5,4)                                 | 6.0                                       | 6.1                                                 |
| Викиди CO 2 з серійним обладнанням, змішане в г/км             | 135 (142)                                 | 134 (136)                                 | 149 (147)                                 | 136 (131)                                 | 156 (3)                                   | 157 (4)                                             |
| Стандарт викидів Класифікація ЄС                               | 5 євро                                    | 6 євро                                    | 5 євро                                    | 6 євро                                    | Євро 6 (5)                                | Євро 6 (5)                                          |

- Значення в дужках ( ) позначають автоматичні трансмісії.

## Нові реєстрації
| рік      | нові реєстрації |
| -------- | --------------- |
| 2016 рік | 13,756          |
| 2015 рік | 14 862          |
| 2014 рік | 17 068          |
| 2013 рік | 20 800          |
| 2012 рік | 25 680          |
| 2011 рік | 20 863          |
| 2010 рік | 396             |

## Інвентаризація в Німеччині
Запаси BMW F25 перераховані відповідно до виробника (HSN) і кодових номерів типу (TSN) у Німеччині відповідно до Федерального управління автомобільного транспорту. Типи з менш ніж 100 автомобілями не показані.
| HSN/TSN  | модель    | кВт | 01.01.2011 | 01.01.2012 | 01.01.2013 | 01.01.2014 | 01.01.2015 | 01.01.2016 | 01.01.2017 |
| -------- | --------- | --- | ---------- | ---------- | ---------- | ---------- | ---------- | ---------- | ---------- |
| 0005/AZS | xDrive28i | 190 |            | 476        | 639        | 636        | 599        | 607        | 600        |
| 0005/AZT | xDrive35i | 225 | 184        | 920        | 1,226      | 1,389      | 1466       | 1,574      | 1,728      |
| 0005/AZU | xDrive20d | 135 |            | 15 983     | 32,077     | 43 499     | 45,071     | 42,918     | 41,052     |
| 0005/AZW | xDrive30d | 190 |            | 3,933      | 8,486      | 11 614     | 13 959     | 16 294     | 18 494     |
| 0005/BGR | xDrive20i | 135 |            |            | 1240       | 2,051      | 2,629      | 2,926      | 3,406      |
| 0005/BGS | xDrive28i | 180 |            |            | 261        | 480        | 660        | 753        | 932        |
| 0005/BGT | xDrive35d | 230 |            | 233        | 1,836      | 2980       | 3,901      | 4,577      | 5,091      |
| 0005/BGU | sDrive18d | 105 |            |            |            | 921        | 1240       | 1.211      | 1,076      |
| 0005/BVE | sDrive20i | 135 |            |            |            |            | 110        | 257        | 308        |
| 0005/BVF | sDrive18d | 110 |            |            |            |            | 624        | 1,305      | 1,785      |
| 0005/BVG | xDrive20d | 140 |            |            |            |            | 7.127      | 16,208     | 24 484     |
| джерело  |           |     |            |            |            |            |            |            |            |